# Allonais inequalis
Allonais inequalis är en ringmaskart som först beskrevs av Stephenson 1911.  Allonais inequalis ingår i släktet Allonais och familjen glattmaskar. Inga underarter finns listade i Catalogue of Life.